# Efektivna kamatna stopa
Efektivna kamatna stopa (efektivna godišnja kamatna stopa, godišnja ekvivalentna stopa (GES) ili jednostavno efektivna stopa) je kamatna stopa na kredit ili finansijski proizvod prepravljen od nominalne kamatne stope kao kamatne stope sa godišnjom spoj kamate unatrag.
Ona se koristi za upoređenje godišnjih kamata između kredita s različitim složenim uslovima (dnevnim, mesečnim, godišnjim, ili neki drugim). Efektivna kamatna stopa se razlikuje u dva bitna aspekta od godišnje procentualne stope (GPS)
- Efektivna kamatna stopa po pravilu ne uključuje jednokratne troškove, kao što su front-end naknade;
- Efektivna kamatna stopa (uglavnom) nije definisana pravno ili od strane regulatorne vlasti (kao što GPS jeste u mnogim državama).

Nasuprot tome, GPS se koristi kao zakonski uslov, gde front-end naknade i druge troškovi mogu biti uključeni, kao što je definisano lokalnim zakonima. 
Godišnji postotak prinosa ili efektivni godišnji prinos je analogan pojam korišten za štednju ili investicijski proizvod, kao što je potvrda o depozitu. Budući da bilo koji zajam je investicijski proizvod za davaoca, mogu se koristiti da se primjenjuje na iste transakcije, zavisno od tačke gledišta.
Efektivna godišnja kamata ili prinos može se izračunati ili primjenjuju različito, zavisno od okolnosti, a definiciju treba pažljivo proučiti. Na primer, banka može odnositi na prinos na kreditnom portfelju nakon očekivanih gubitaka kao svoj stvarnog prinosa, a uključuju prihode iz drugih naknada, što znači da kamate svaki dužnik može bitno se razlikuju od banke efektivnog prinosa.

## Spoljašnje veze
- Onlajn računar efektivne kamatne stope